# إيفان باتزايكين
إيفان باتزايكين (بالرومانية: Ivan Patzaichin)‏ هو لاعب أولمبي لرياضة كانو-كاياك من رومانيا. شارك في الأولمبياد الصيفي في 1968–1984، وفاز بما مجموعه 7 ميداليات.

## الميداليات
| ذهب | فضة | برونز | المجموع |
| 4   | 3   | 0     | 7       |

## روابط خارجية
- إيفان باتزايكين على موقع اللجنة الأولمبية الدولية (الإنجليزية)
- إيفان باتزايكين على موقع أوليمبيديا (الإنجليزية)
- إيفان باتزايكين على موقع اللجنة الأولمبية الرومانية (الرومانية)